# کلیسای شیطان
کلیسای شیطان (به انگلیسی: Church of Satan) سازمانی است برای معتقدان به دین شیطان‌گرایی لاویایی که عقایدشان در انجیل شیطانی، اثر انتان لاوی نگاشته شده‌است. این کلیسا در ۳۰ آوریل ۱۹۶۶ میلادی در سان فرانسیسکو تأسیس شد؛ اما در سال ۲۰۰۱ و چهار سال پس از درگذشت لاوی، به منطقه هادسون، واقع در محله منهتن شهر نیویورک منتقل شد.

## باورهای کلیسای شیطان
کلیسای شیطان اعتقاد ندارد که شیطان یک موجود یا قدرت است و لاوی هم کسی را به پرستش شیطان دعوت نمی‌کرد. پیتر گیلمور کاهن اعظم فعلی کلیسای شیطان، در یک مصاحبه گفت: «احساس واقعی من این است که هر کسی که به وجود نیروهای مافوق طبیعت اعتقاد دارد دیوانه است؛ وقتی که آن‌ها به خدا یا شیطان اعتقاد دارند از شعور محروم می‌شوند». گیلمور کلمه «شیطان» را یک مدل یا حالت رفتار تعریف می‌کند و اشاره می‌کند که این کلمه در زبان عبری به‌معنای «دشمن» یا «مخالف» است. گیلمور می‌گوید: «شیطان‌پرستی، با خداناباوری و در نظر گرفتن این دیدگاه که جهان نسبت به ما بی‌تفاوت است شروع می‌شود. هیچ خدا، شیطان یا مراقبی وجود ندارد.» لاوی به‌دنبال پیوند دادن مجموعهٔ اعتقاداتش به جهان‌بینی سکولار بود که از علوم طبیعی سرچشمه گرفته بود که سرانجام، پایه‌ای خداناباورانه با انتقاد از مسیحیت و سایر باورهای مافوقِ طبیعت را ارائه کرد.
اعضای کلیسا ممکن است که در مجموعه‌ای از سحر و جادو - که لاوی آن‌ها را جادوهای کوچک و بزرگ تعریف می‌کند - شرکت کنند. جادوی بزرگ، عملی تشریفاتی-آیینی است که به‌معنای تمرکز انرژی عاطفی فرد برای هدفی خاص است؛ جادوی کوچک، عملی با استفاده از روان‌شناسی کاربردی و افسون برای منحرف کردن فرد یا وضعیت به میل فرد است؛ گر چه بیشتر اندیشهٔ لاوی به شکلی از جهان‌بینی سکولار و علمی نزدیک است، دیگران این اعتقاد را بیان کردند که نیروهای مختلف جادویی در شخص وجود دارد؛ به همین دلیل، به‌جای این گونه توصیف ماورای طبیعت، لاوی گفت که این نیروها بخشی از جهان طبیعی‌اند؛ ولی تا کنون توسط علم کشف نشده‌اند. در انجیل شیطانی، لاوی جادو را «تغییر در شرایط یا حوادث مطابق با میل و ارادهٔ فرد، در صورتی که با استفاده از روش‌های معمولیِ پذیرفته‌شده، غیرقابل تغییر باشد» تعریف کرد.
اصول کلیسا به گفتهٔ انتان لاوی بیشتر در خدمت رشد مادی فرد است؛ در نتیجه، شیطان‌پرستی لاوی یک دین ماده‌گرایانه است تا روحانی. او معتقد است که سال‌هاست که بین روان‌شناسی و دین، فاصلهٔ زیادی وجود دارد و هیچ دینی بر اساس نیازهای غریزی انسان بنا نشده‌است. همهٔ دین‌های کنونی بر پرهیزکاری و ریاضت تأکید دارند؛ در حالی که شیطان‌گرایی لاوی، دینی معتقد به ارضای نفس است و پرهیز کردن از ارضای نفس را عملی بی‌مورد و از روی ترس می‌داند. شیطان‌گرایی لاوی یک دین بسیار خودخواهانه و نفس‌گرایانه است. لاوی گفته‌است: «ما معتقد به شهوت و قدرت هستیم؛ ما معتقد به بلندپروازی و طمع هستیم و آنچه را که ادیان دیگر گناه می‌خوانند، راهی به سوی ارضای نفس و رستگاری خود می‌دانیم.»

## نماد کلیسای شیطان «خلاصهٔ مقاله‌ای از پیتر گیلمور»
قبل از کلیسای شیطان و انتشار انجیل شیطانی، نمادهای آشنای کنونی بافومت، پنتاگرام، لویاتان به عنوان نمادهای شیطان‌پرستی استفاده نمی‌شدند. بررسی ادبیات و تصاویر تأسیسات کلیسای شیطان به سال ۱۹۶۶ بر می‌گردد؛ شیطان‌پرستی معمولاً توسط صلیب وارونه یا صلیب و تقلید کفر آمیز از هنر مسیحی نشان داده می‌شود، همچنین تصاویر بز، شیطان، دیو برای نشان دادن شیطان‌پرستی استفاده می‌شود. با این حال در حال حاضر علامت ما بافومت است که به عنوان نماد شیطان‌پرستی در ذهن مردم و رسانه پس از تأسیس کلیسای شیطان توسط دکتر انتان لاوی ثبت شده‌است. پنتاگرام مدتی طولانی است که به فعالیت‌های شیطانی مرتبط است، حداقل از اوایل قرون وسطی کتابچه‌های مراسم سحر و جادو و کتاب‌های راهنما ادعا کرده‌اند که سرچشمه‌اش ملک سلیمان است که از شهرت افسانه‌ای اش برای جادو کردن و به‌کارگیری شیاطین در ساخت معبدش استفاده می‌کرده‌است. از قدیمی‌ترین این متون می‌توان به وصیتنامهٔ سلیمان در صد سال قبل از میلاد مسیح اشاره کرد که در آن نمودار یک پنتاگرام مرتبط با حلقهٔ سلیمان که رویش این نقش حک شده بود و با آن شیاطین را فرا می‌خواند و به کار می‌گرفت، وجود دارد.

## عضویت در کلیسای شیطان

### امکانات و خدمات
کلیسا انواع مراسم تشییع جنازه، عروسی، غسل شیطانی و عشای سیاه را انجام می‌دهد. این کلیسا دارای شبکهٔ رادیویی، مجله و انواع فیلم‌های مرتبط است.

### نحوه عضویت
کلیسا اصراری به عضوگیری ندارد و مفهوم شیطان‌گرایی را در درک فلسفه شیطانی خلاصه می‌کند نه لزوماً عضویت در کلیسا. اما افرادی که مایل به عضویت باشند باید ۲۲۵ دلار آمریکا پرداخت کنند. کلیسا به اعضای خود یک کارت صورتی رنگ می‌دهد که آن‌ها به وسیله این کارت می‌توانند عضوی از کلیسا شناخته شوند. از آنجا که عضویت به معنای حمایت از فلسفه کلیسای شیطان است، بنابراین شرط عضویت در کلیسا خواندن دو کتاب اصلی انجیل شیطانی انتان لاوی و کتاب مقدس شیطانی پیتر اچ. گیلمور است.
 ضمناً باید سن قانونی داشت و فردی که زیر سن قانونی باشد، عضویتش امکان‌پذیر نیست مگر پدر و مادرش قبلاً عضو شده باشند و خودش نیز مایل به عضویت باشد.

### تعداد اعضا
از آنجا که کلیسا اطلاعات مربوط به عضویت را به‌طور عمومی منتشر نمی‌کند، تعداد اعضای کلیسا مشخص نیست. در کتاب راهنمای روحانیان ارتش — که سال ۱۹۷۳ در آمریکا توسط سیسیل دی لوئیس (Cecil D Lewis) نوشته شده — آمده‌است که وقتی اعضا به ۱۰ هزار نفر برسند، دیگر این ارقام علنی نمی‌شوند. اما نسخه سال ۲۰۰۰ همین کتاب که توسط جی. گوردون ملتون (J. Gordon Melton) ویرایش شد، این مشاهدات را حذف کرد و نوشت که کلیسا به‌طور کلی اطلاعات عضویت را منتشر نمی‌کند. بنابر آنچه وب‌سایت کلیسای شیطان می‌گوید: اعضا معمولاً برای تمام عمر عضو می‌شوند و تعداد اعضا با گذشت سالها همیشه افزایش داشته‌است.
 به گفته مکسول دیویس (Maxwell Davies) تخمین زده می‌شود که اعضا بین ۳۰۰ تا ۲۰۰۰۰ نفر باشند. یک جامعه‌شناس به نام مسیمو اینترووین (Massimo Introvigne) در سال ۱۹۹۷ تعداد اعضا را ۱۰۰۰ نفر محاسبه کرد و در کتاب شیطان‌گرایی: یک تاریخ اجتماعی که در سال ۲۰۱۶ انتشار داد اظهار داشت که عضویت کلیسا احتمالاً هرگز از هزار یا دو هزار نفر فراتر نرفته‌است.

## سلسله مراتب
کلیسای شیطان، دارای ۶ سطح است که از سطح صفر تا ۵ را شامل می‌شود:
سطح صفر: عضو معمولی (Registered Member)
سطح ۱: عضو فعال (Active Member)
سطح ۲: ویچ (زن) (Witch)، وُرلاک (مرد) (Warlock)
سطح ۳: پریستس (زن) (Priestess)، پریست (مرد) (Priest)
سطح ۴: ماجیسترا (زن) (Magistra)، ماجیستر (مرد) (Magister)
سطح ۵: مِگا (زن) (Maga)، مِیگِس (مرد) (Magus)
از سطح ۳ تا سطح ۵ را «کاهنان مِندِس» می‌نامند و معمولاً نام آنها با پیشوند رورند (Reverend) یا عالی مقام ذکر می‌شود یا در ابتدای نامشان حروف Rev به اختصار نوشته می‌شود. البته برای سطح ۵، به ندرت از پیشوند Rev استفاده شده و معمولاً از همان عنوان اصلی مگا یا میگس استفاده می‌شود.
«های پریست» یا «های پریستس» به معنای کاهن اعظم است که مدیر کلیسای شیطان به‌شمار می‌رود. چنانچه وی بر اثر مرگ یا بیماری نتواند به مسئولیتش ادامه دهد، یا انصراف دهد یا به هر دلیلی ویژگی‌های لازم برای ادامه مسئولیت را از دست بدهد، انتخاب گزینه بعدی فقط از سطح ۴ یا ۵ امکان‌پذیر است و سطح ۳ اگرچه جزء کاهنان مندس است اما برای انتخاب کاهن اعظم لحاظ نمی‌شود.
بر خلاف اکثر ادیان، در شیطان‌گرایی به خاطر تأکید بیش از حد بر فردگرایی، هیچ الزامی به اطاعت از سطوح بالاتر نیست (مگر مواردی که مستقیماً به اداره سازمان کلیسای شیطان مربوط باشند) و اعضای معمولی نیز می‌توانند در مقابل سطوح بالاتر، نظرات مخالف ابراز نموده و عملکرد دلخواه خود را پیش بگیرند.
کاهنان مندس، اعضای «شورای نهم» را تشکیل داده و حلقهٔ اصلی کلیسا هستند. اوایل بنیان‌گذاری کلیسای شیطان، این حلقه را «دستورالعمل ذوزنقه» می‌نامیدند، اما امروزه کمتر از این نام استفاده می‌شود.